# Monumento ao Cante Alentejano
O Monumento ao Cante Alentejano é uma obra de arte pública na vila de Odemira, na região do Baixo Alentejo, em Portugal.

## Descrição
O monumento situa-se na zona da Quinta da Estrela, na vila de Odemira. Retrata um grupo coral, e é de grandes dimensões, com 12,5 m de comprimento, 6 m de altura e 14,5 t de peso. Foi esculpido por Fernando Fonseca, e executado pela empresa Gate7, de Torres Vedras. A estátua é em poliestireno expandido, sendo a estrutura interior em metal, reforçada com betão.
Tem como finalidade recordar a classificação do Cante Alentejano como Património Imaterial da Humanidade, por parte da Organização das Nações Unidas para a Educação, a Ciência e a Cultura, e perpetuar a memória desta modalidade musical, promovendo-o junto das novas gerações. Segundo Fernando Fonseca, «esta obra é, na verdade, aquilo que eu sinto como sendo a alma do povo alentejano», representando «a espiritualidade, a força, o que une os alentejanos e os carateriza», tendo considerado o Cante como «a circunstância onde se exprime mais a cultura alentejana».

## História
Foi inaugurado em 27 de Novembro de 2022, numa cerimónia que contou com a presença do Ministro da Cultura, Pedro Adão e Silva, da Directora Regional de Cultura do Alentejo, Ana Paula Amendoeira, do Deputado da Assembleia da República Nelson de Brito, do presidente da Câmara Municipal de Odemira, Hélder Guerreiro, da Presidente da Assembleia Municipal de Odemira, Ana Aleixo, além de vereadores da Câmara Municipal, e vários autarcas da região alentejana. Durante o evento, Adão e Silva afirmou que o Cante era «um elemento central da cultura» do Alentejo, e um promotor do «vínculo social». Recordou ainda a classificação do Cante Alentejano como Património Imaterial como «um reconhecimento que tem sido apoiado e que tem também correspondido a uma renovação do cante alentejano. Acho que essas duas dimensões, a do reconhecimento da memória e a renovação, são cruciais para manter o cante vivo», e comentou que durante o evento, verificou a presença de vários grupos ligados àquela expressão musical, «já com jovens, muitas crianças e muitas mulheres. Há aqui uma transmissão intergeracional, às vezes até mais de avós para netos, saltando uma geração, em que se pode ter perdido um pouco a dinâmica e a energia do cante, mas acho que o cante está vivo e recomenda-se». Durante a cerimónia, actuaram os Grupos Corais de Odemira, São Luís, Vila Nova de Milfontes, Vozes Femininas de Amoreiras-Gare, Os Ganhões de Castro Verde, o Rancho de Cantadores de Aldeia Nova de São Bento e o Grupo Coral Infantil de Odemira Cá se Canta.
O presidente da Câmara Municipal de Odemira, Hélder Guerreiro, afirmou que o monumento tinha como finalidade «inscrever Odemira naquilo que é o tributo ao cante alentejano e constituir-se como primeira porta de entrada no território alentejano», ao comemorar «os grupos corais, a nossa tradição, o nosso cante e também a inovação que vai acontecendo no cante no Alentejo». Adiantou igualmente que «Temos um património imaterial muito diverso, como de resto é o concelho de Odemira no todo e que estamos a fazer tudo para que seja preservado, continue a inovar, a fazer parte do nosso dia-a-dia, da nossa identidade que, na verdade, nos vai constituindo como alentejanos que somos e que nos diferencia». No âmbito da cerimónia de inauguração, foi igualmente organizada a exposição de fotografia Cante – Alma do Alentejo, em colaboração com o Museu do Cante Alentejano do Município de Serpa.